# Mandiraja
Mandiraja Banjarnegara város egy kerülete (kecematan) Közép-Jáva tartományban, Indonéziában. Mandiraja területe 52,61 km², és 63 679 lakosa van.